# Hoa Hakananai'a

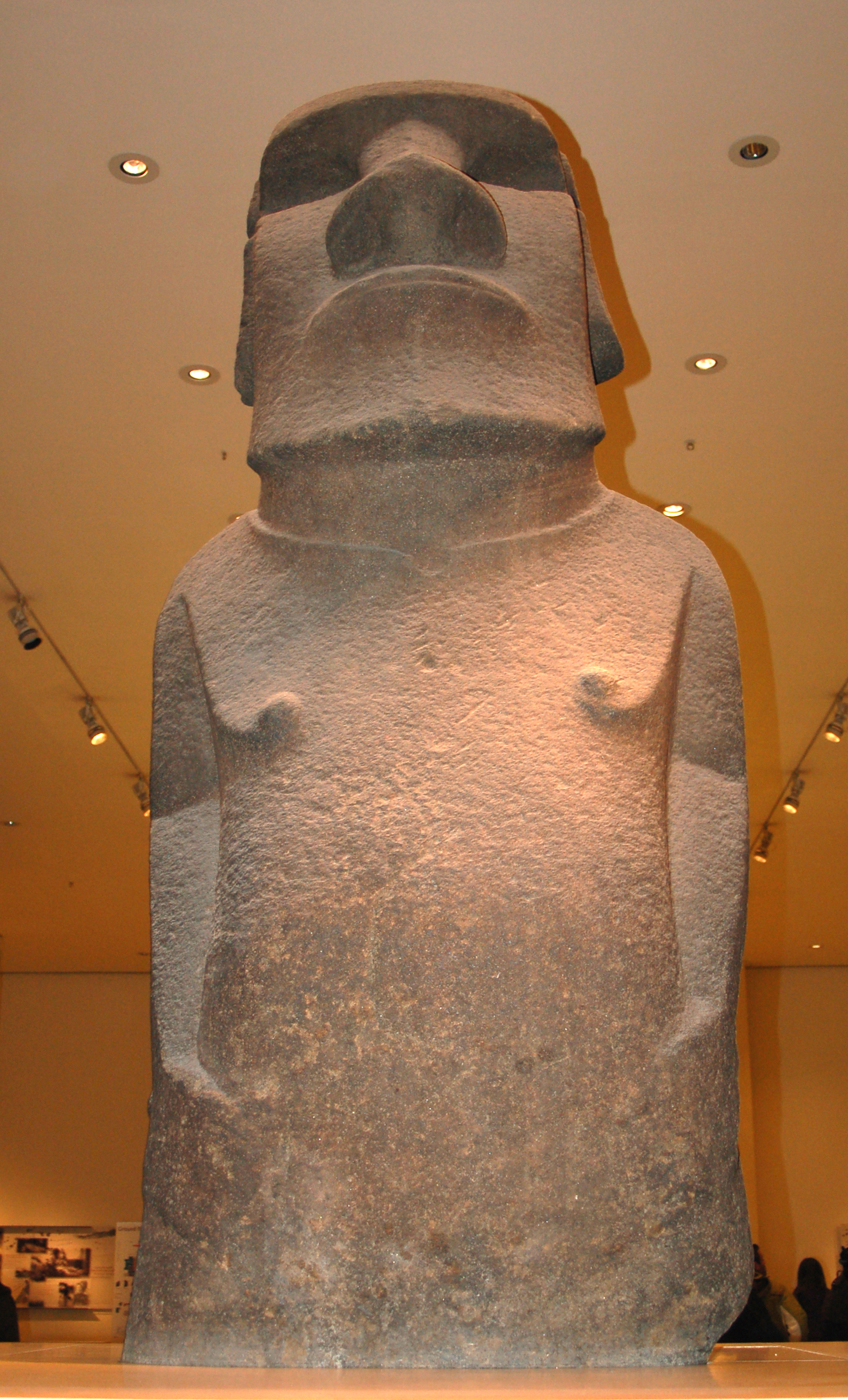
Hoa Hakananai'a

Hoa Hakananai'a é um moai exposto no Museu Britânico, em Londres. Seu nome provém da língua rapanui e significa aproximadamente "amigo oculto ou roubado". Ele foi removido da vila Orongo, Ilha de Páscoa, em 7 de novembro de 1868 pela tripulação do navio inglês HMS Topaze, e aportou em Portsmouth em 25 de agosto de 1869.

## Descrição
Hoa Hakananai'a é um dos dezesseis moais que foram talhados no basalto, uma rocha mais rígida que o tufo geralmente usado nas outras estátuas. Esse grande exemplar de quatro toneladas e 2,5 metros de altura foi removido de seu sítio original por trezentos marinheiros e duzentos nativos com o auxílio de cordas e guindastes.
A proporção da cabeça para o torso é de aproximadamente 3:5. Originalmente o encaixe dos olhos fora preenchido com corais e obsidianas e o corpo pintado de branco e vermelho, todavia a sua pintura foi apagada pela água do oceano.
Seu dorso foi ricamente decorado com entalhes do homem-pássaro, remos cerimoniais e vulvas. Estes detalhes fazem do Hoa Hakananai'a um moai especial e que pode representar o elo entre a antiga adoração aos ancestrais e novo culto ao homem-pássaro.